# ヴィクトリアフォールズ空港
ヴィクトリアフォールズ空港（ヴィクトリアフォールズくうこう）は、ジンバブエのヴィクトリアフォールズ市にある国際空港。市中心部およびヴィクトリアの滝から南に約20kmの位置にある。

## 概要
ターミナルビルには衣類や雑貨の売店、飲料水とアイスクリームの売店、レストラン、免税品店があるが、国際空港としては非常に狭い。空調設備が無いため夏場は蒸し暑い。入国審査は全て手作業で行われるうえビザの購入も必要であるため、待ち時間が長くなりがちである。
1999年11月に空港の照明が改修され、1日の稼働時間が12時間から16時間に延長された。
現在はボーイング737やエアバスA319などのいわゆるナローボディ機までの発着が可能であるが、大型機に対応させるため滑走路を4000ｍ級に延長する計画が進行中である。ターミナルビルの改修も合わせて行われる予定である。
ヴィクトリアの滝の近くには、このヴィクトリアフォールズ空港（ジンバブエ）のほかにリヴィングストン空港（ザンビア）がある。ほとんどの観光客はこのいずれかの空港をヨハネスブルグ経由で利用している。

## 空港からのアクセス
空港の駐車場にタクシーが待機している。市中心部および滝までいずれも約20ドル（2009年）、所要約20-25分。エアポートバスの乗り場があるが実際には稼動していない（2009年）。

## 観光
アフリカ南部で最大の観光客数を誇り、世界遺産にも登録されているヴィクトリアの滝への玄関口であり、年間を通じて世界中から数多くの観光客が訪れる。滝周辺は豊かな自然を生かした観光ツアーが多く開催されている。とくに激流を利用したラフティング、ザンベジ川クルーズ、チョベ国立公園のサファリなどが知られる。

## 就航都市
| 航空会社                     | 就航地 |
| ---------------------------- | --- |
| エア・ジンバブエ             | ハラレ国際空港（ハラレ）、ブラワヨ空港（ブラワヨ） |
| ファストジェット・ジンバブエ | 国際線 ：O・R・タンボ国際空港（ヨハネスブルグ）、マウン空港（マウン）、クルーガー・ムプマランガ国際空港（ネルスプロイト） 国内線 ：ハラレ国際空港（ハラレ）、カリバ、ワンゲ |
| エチオピア航空               | ボレ国際空港（アディスアベバ） |
| ケニア航空                   | ジョモ・ケニヤッタ国際空港（ナイロビ）、ケープタウン国際空港（ケープタウン）                                                                                                |
| マックエア                   | カサネ空港（カサネ） |
| 南アフリカ航空               | O・R・タンボ国際空港（ヨハネスブルグ） |
| セムエア                     | O・R・タンボ国際空港（ヨハネスブルグ） |
| エアリンク                   | ケープタウン国際空港（ケープタウン）、O・R・タンボ国際空港（ヨハネスブルグ）                                                                                                |
| ディスカバー航空             | 季節運航： フランクフルト空港（フランクフルト）、ウィンドフック・ホセア・クタコ国際空港（ウィントフック）                                                                   |

## 画像

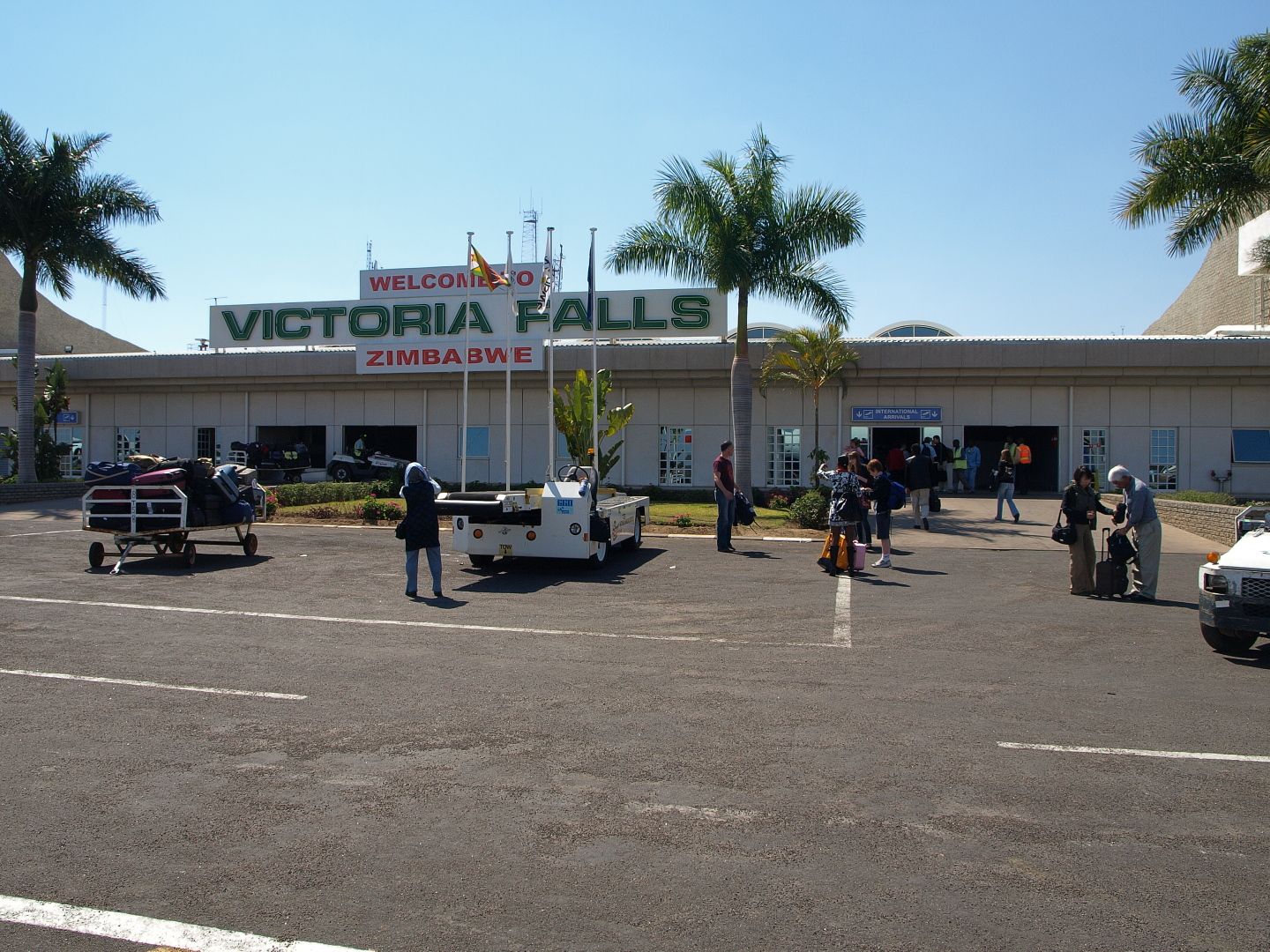
滑走路側
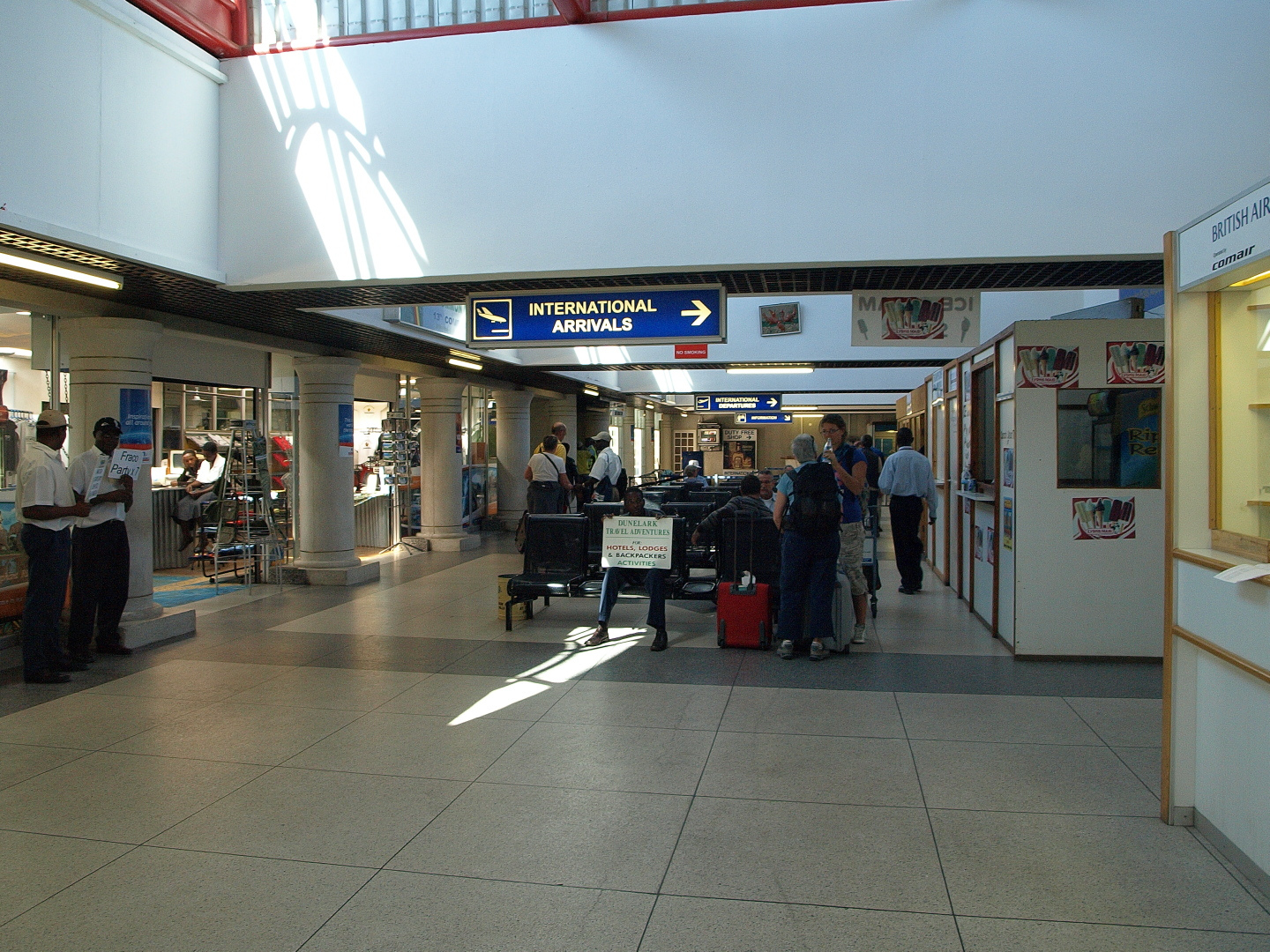
ターミナルビル内部